# American Story (franquicia)
American Story es una franquicia de medios de antología estadounidense que consta de varias series de televisión creadas por Ryan Murphy y Brad Falchuk para la red de cable FX y FX on Hulu. Cada serie sigue un género de ficción diferente, y cada temporada individual se concibe como una miniserie autónoma, siguiendo un conjunto diferente de personajes y escenarios, y una historia con su propio "principio, medio y final". Algunos elementos de la trama de cada temporada y serie están vagamente inspirados en hechos reales. Muchos actores aparecen en más de una temporada y serie, a menudo interpretando un personaje nuevo.
Los actores que han aparecido en dos o más entregas de la franquicia incluyen: Sarah Paulson, Cuba Gooding Jr., Connie Britton, Darren Criss, Finn Wittrock, Jon Jon Briones, Cody Fern, que es el único actor que ha aparecido en las tres entregas a partir de 2021, Max Greenfield, Billy Eichner, Matt Bomer, quien dirigió un episodio de American Crime Story, Kaia Gerber, Naomi Grossman, Chad James Buchanan, John Carroll Lynch, Dylan McDermott, Charles Melton, Billie Lourd, Jamie Brewer, Naomi Campbell, que aparece en forma de audio de archivo en American Crime Story, Celia Finkelstein, Blake Shields, John Lacy y Nico Greetham.
La franquicia de American Story ha recibido elogios de la crítica generalizada, ganando varios premios Emmy.

## Antecedentes

### Creación
Los creadores Murphy y Falchuk comenzaron a trabajar en American Horror Story antes de que comenzara la producción de su serie de Fox, Glee. Murphy quería hacer lo contrario de lo que había hecho anteriormente y así comenzó su trabajo en la serie. Dijo: "Pasé de Nip/Tuck a Glee, así que tenía sentido que quisiera hacer algo desafiante y oscuro. Y siempre me había encantado, como Brad, el género de terror. Así que fue algo natural para mí". Falchuk estaba intrigado por la idea de poner un ángulo diferente en el género de terror, afirmando que su principal objetivo al crear la serie era asustar a los espectadores. "Quieres que la gente pierda el equilibrio un poco después", dijo.

Lo que viste en el final fue el final de la casa Harmon. La segunda temporada del programa será una casa o edificio nuevo para perseguir. Al igual que este año, cada temporada de este programa tendrá un comienzo, un medio y un final. [La segunda temporada] no será en Los Ángeles. Obviamente será en Estados Unidos, pero en un lugar completamente diferente.
Murphy sobre el formato de antología de la serie

### Lanzamiento
En febrero de 2011, FX anunció oficialmente que había encargado un piloto para una posible serie de Ryan Murphy y Brad Falchuk, con Murphy y Falchuk escribiendo y dirigiendo Murphy. Dante Di Loreto fue anunciado como productor ejecutivo. La producción de la serie comenzó en abril de 2011. En julio de 2011, FX anunció oficialmente que el proyecto había sido recogido para convertirse en una serie completa.
Desde el principio, Murphy y Falchuk planearon que cada temporada de la serie contara una historia diferente. Después de que se emitió el final de la primera temporada, Murphy habló de sus planes para cambiar el elenco y la ubicación para la segunda temporada. Sin embargo, dijo que algunos actores que protagonizaron la primera temporada regresarían. "Las personas que regresan interpretarán personajes, criaturas, monstruos, etc. completamente diferentes. Las historias [de los Harmons] están terminadas. Las personas que regresan interpretarán personajes completamente nuevos", anunció. En noviembre de 2012, el director ejecutivo de FX, John Landgraf, describió el formato único de la serie afirmando: "La noción de hacer una serie antológica de miniseries con un elenco de repertorio, ha demostrado ser innovadora, tremendamente exitosa y demostrará marcar tendencia".
El 7 de octubre de 2014, se anunció que FX había encargado una serie complementaria de 10 episodios titulada American Crime Story, desarrollada por Scott Alexander y Larry Karaszewski. Si bien cada temporada de American Horror Story se centra en un nuevo tema de terror, cada temporada de American Crime Story se centra en una nueva historia de crímenes reales. El 11 de mayo de 2020, Murphy reveló que se estaba desarrollando una serie derivada llamada American Horror Stories; contará con episodios antológicos independientes, en lugar de un arco de la historia de una temporada como se presenta en American Horror Story. Se puso al aire en FX.

El 13 de agosto de 2021, se anunció que FX había ordenado una nueva serie derivada American Love Story . La primera entrega representará el torbellino de noviazgo y matrimonio de John F. Kennedy Jr. y Carolyn Bessette-Kennedy. El mismo día, se anunció que FX había ordenado una nueva serie limitada derivada de American Sports Story. La primera entrega, basada en el podcast Gladiator: Aaron Hernandez and Football Inc. de The Boston Globe and Wondery, se centrará en el ascenso y la caída del exjugador de la NFL Aaron Hernandez.
| Serie                   | Temporada | Temporada | Episodios | Episodios | Emisión original         | Emisión original        | Emisión original |
| Serie                   | Temporada | Temporada | Episodios | Episodios | Primera emisión          | Última emisión          | Cadena           |
| ----------------------- | --------- | --------- | --------- | --------- | ------------------------ | ----------------------- | ---------------- |
| American Horror Story   |           | 1         | 12        | 12        | 5 de octubre de 2011     | 21 de diciembre de 2011 | FX               |
| American Horror Story   |           | 2         | 13        | 13        | 17 de octubre de 2012    | 23 de enero de 2013     | FX               |
| American Horror Story   |           | 3         | 13        | 13        | 9 de octubre de 2013     | 29 de enero de 2014     | FX               |
| American Horror Story   |           | 4         | 13        | 13        | 8 de octubre de 2014     | 21 de enero de 2015     | FX               |
| American Horror Story   |           | 5         | 12        | 12        | 7 de octubre de 2015     | 13 de enero de 2016     | FX               |
| American Horror Story   |           | 6         | 10        | 10        | 14 de septiembre de 2016 | 16 de noviembre de 2016 | FX               |
| American Horror Story   |           | 7         | 11        | 11        | 5 de septiembre de 2017  | 14 de noviembre de 2017 | FX               |
| American Horror Story   |           | 8         | 10        | 10        | 12 de septiembre de 2018 | 14 de noviembre de 2018 | FX               |
| American Horror Story   |           | 9         | 9         | 9         | 18 de septiembre de 2019 | 13 de noviembre de 2019 | FX               |
| American Horror Story   |           | 10        | 10        | 10        | 25 de agosto de 2021     | 20 de octubre de 2021   | FX               |
| American Horror Story   |           | 11        | 10        | 10        | 19 de octubre de 2022    | 16 de noviembre de 2022 | FX               |
| American Horror Story   |           | 12        | 9         | 9         | 20 de septiembre de 2023 | 24 de abril de 2024     | FX               |
| American Horror Story   |           | 13        | TBA       | TBA       | TBA                      | TBA                     | FX               |
| American Crime Story    |           | 1         | 10        | 10        | 2 de febrero de 2016     | 5 de abril de 2016      | FX               |
| American Crime Story    |           | 2         | 9         | 9         | 17 de enero de 2018      | 21 de marzo de 2018     | FX               |
| American Crime Story    |           | 3         | 10        | 10        | 7 de septiembre de 2021  | 9 de noviembre de 2021  | FX               |
| American Crime Story    |           | 4         | TBA       | TBA       | TBA                      | TBA                     | FX               |
| American Horror Stories |           | 1         | 7         | 7         | 15 de julio de 2021      | 19 de agosto de 2021    | FX on Hulu       |
| American Horror Stories |           | 2         | 8         | 8         | 21 de julio de 2022      | 8 de septiembre de 2022 | FX on Hulu       |
| American Horror Stories |           | 3         | 4         | 4         | 26 de octubre de 2023    | 26 de octubre de 2023   | FX on Hulu       |
| American Horror Stories |           | 4         | 5         | 5         | 15 de octubre de 2024    | 15 de octubre de 2024   | FX on Hulu       |
| American Sports Story   |           | 1         | 8         | 8         | 17 de septiembre de 2024 | 2024                    | FX               |
| American Love Story     |           | 1         | TBA       | TBA       | TBA                      | TBA                     | FX on Hulu       |

### American Crime Story (2016-presente)
El 7 de octubre de 2014, se anunció que FX había encargado una serie complementaria de 10 episodios titulada American Crime Story, desarrollada por Scott Alexander y Larry Karaszewski. Si bien cada temporada de American Horror Story se centra en un nuevo tema de terror, cada temporada de American Crime Story se centra en una nueva historia de crímenes reales . La serie presenta a los miembros del elenco de American Horror Story Sarah Paulson, Connie Britton, Cuba Gooding Jr., Darren Criss, Finn Wittrock, Max Greenfield, Jon Jon Briones, Cody Fern y Billy Eichner.
La primera temporada, The People v. OJ Simpson se estrenó en febrero de 2016, y la segunda temporada, The Assassination of Gianni Versace, se estrenó en enero de 2018. [11] Una tercera temporada, Impeachment, se centrará en el Escándalo Lewinsky, y está programado para emitirse en septiembre de 2021. Actualmente se está desarrollando una posible cuarta temporada, titulada provisionalmente Studio 54 , que se centra en el ascenso y la caída de los propietarios de Studio 54, Steve Rubell e Ian Schrager.

### American Horror Stories(2021-presente)
El 11 de mayo de 2020, Murphy reveló que se estaba desarrollando una serie derivada llamada American Horror Stories ; contará con episodios antológicos autónomos, en lugar de un arco narrativo de una temporada como aparece en American Horror Story. El 22 de junio de 2020, se anunció que American Horror Stories se transmitiría en FX on Hulu. American Horror Stories se estrenó el 15 de julio de 2021 y su primera temporada consta de siete episodios. El 13 de agosto de 2021, la serie se renovó para una segunda temporada.
La primera temporada presenta a actores que han aparecido en American Horror Story. Matt Bomer, Gavin Creel, Sierra McCormick, Kaia Gerber, Paris Jackson, Aaron Tveit, Merrin Dungey, Celia Finkelstein, Ashley Martin Carter, Valerie Loo, Selena Sloan y Belissa Escobedo protagonizarán los dos primeros episodios. Otros exalumnos de American Horror Story que aparecerán en la serie incluyen a Naomi Grossman, Cody Fern, Chad James Buchanan, John Carroll Lynch, Charles Melton, Billie Lourd, Dylan McDermott y Jamie Brewer junto con los recién llegados Danny Trejo, Kevin McHale, Dyllón Burnside, Madison Bailey, Rhenzy Feliz, Amy Grabow, Adrienne Barbeau, Ben J. Pierce, Kyle Red Silverstein, Leonardo Cecchi, Nico Greetham, Taneka Johnson, Virginia Gardner, Ronen Rubinstein, Vanessa Estelle Williams, Michael B. Silver, Jake Choi, Tiffany Dupont, Noah Cyrus, Adam Hagenbuch, Mercedes Mason y Nicolas Bechtel entre otros.

### American Love Story
El 13 de agosto de 2021, se anunció que FX había ordenado una nueva serie derivada American Love Story . La primera entrega representará el torbellino de noviazgo y matrimonio de John F. Kennedy Jr. y Carolyn Bessette-Kennedy.

### American Sports Story
El 13 de agosto de 2021, se anunció que FX había ordenado una nueva serie limitada derivada de American Sports Story . La primera entrega, basada en el podcast Gladiator: Aaron Hernandez and Football Inc. de The Boston Globe and Wondery, se centrará en el ascenso y la caída del exjugador de la NFL Aaron Hernandez.

## Promoción
Como parte de la promoción de American Horror Story, FX lanzó una campaña "House Call", en la que los espectadores en casa podían registrarse y encontrarse cara a cara con un personaje de la serie. Antes del estreno de la serie, FX lanzó varias pistas para arrojar luz sobre la serie. Fueron ofrecidos en el canal oficial de YouTube del programa. Se dieron a conocer diez pistas. En septiembre de 2011, FX lanzó un sitio web que permite a los visitantes recorrer Murder House a lo largo de las décadas y buscar pistas.
En agosto de 2012, se lanzó la primera promoción de la segunda temporada en la página de Facebook de American Horror Story titulada "Entrega especial", en la que una monja lleva un par de cubos llenos de partes del cuerpo a través de un campo. Cuando suena la campana de una iglesia, la monja vacía el contenido ensangrentado de un balde, dejando el balde vacío y reanuda su caminata. Se lanzaron más de 20 avances posteriores. También se publicaron cuatro fotos en EW.com. Dos teasers televisados, titulados "Conoce a los residentes", se lanzaron el 31 de agosto de 2012. En ellos aparecen los pacientes y algunos miembros del personal (como el Dr. Thredson, interpretado por Zachary Quinto, y la hermana Mary Eunice, interpretada por Lily Rabe). camas gemelas y lidiando con sus problemas individuales mientras los jefes del asilo (Jessica Lange, Joseph Fiennes y James Cromwell) observan. Suena la canción "Que Sera, Sera", mezclada con el tema musical del programa. Para promover Cult , se organizó una competencia en la que los fanáticos que donaron al Children's Hospital Los Angeles podrían tener la oportunidad de obtener un papel en un episodio y almorzar con Evan Peters.
En general, las premisas y los personajes de cada temporada generalmente se mantienen en secreto hasta poco antes de los estrenos y se alude a ellos con avances breves y vagos.
En octubre de 2020, los propietarios de la histórica mansión Alfred Rosenheim "The Murder House" organizaron una investigación paranormal virtual. La casa había aparecido en varias películas, programas de televisión y videos musicales, incluida la primera temporada de American Horror Story . Un equipo de producción instaló 15 cámaras en toda la casa y contó con la psíquica de Hollywood Patti Negri, el exorcista obispo James Long, Michelle Belanger y otros invitados notables.

### Universal's Halloween Horror Nights
El 16 de agosto de 2016, FX anunció que se había llegado a un acuerdo para presentar un laberinto de American Horror Story en Universal Studios Hollywood y Universal Orlando para sus eventos de Halloween Horror Nights. El laberinto presentaba escenarios y temas de Murder House, Freak Show y Hotel, Universal Parks & Resorts dijo sobre la experiencia: "Las escenas retorcidas de Murder House desatarán los espíritus malignos que poseen la finca Harmon, llevando a los visitantes a través de décadas de los muertos torturados que anteriormente residían allí. En Freak Show, los invitados se unieron a un grupo de inadaptados biológicos en un siniestro espectáculo secundario donde fueron acosados por el asesino y deformado Twisty the Clown. Finalmente, los invitados sucumbieron a los deseos retorcidos de la condesa después de registrarse en el embrujado Hotel Cortez, concebido desde el principio como una cámara de tortura para sus clientes". En 2017, el espectáculo regresó como atracciones embrujadas a ambos parques, con Universal Orlando tiene una atracción basada en Asylum , Coven y Roanoke , y Universal Studios Hollywood basa su atracción únicamente en Roanoke .
En diciembre de 2017, The Walt Disney Company anunció que compraría 21st Century Fox, que incluía los activos de cine y televisión de 20th Century Fox. El acuerdo se finalizó por completo el 20 de marzo de 2019, lo que convierte a 20th Century Fox oficialmente en parte de The Walt Disney Studios. Como Disney y Universal son rivales acérrimos en el negocio de los parques temáticos (especialmente para sus propiedades en Florida Central), esto probablemente terminaría con la presencia de la franquicia en Halloween Horror Nights en los parques de Universal.

### The Night Bites Bakery
El 14 de julio de 2021 se inauguró una panadería temática de American Horror Story en el Meatpacking District de Nueva York en Manhattan hasta el 24 de julio de 2021 para celebrar el lanzamiento del spin-off American Horror Stories y la décima temporada. Los invitados debían ser mayores de 18 años para ingresar a la panadería. Los huéspedes también tenían que hacer reservaciones para visitas de 30 minutos. Presentaba dulces inspirados en la serie, así como diseños y personajes únicos basados en entregas pasadas de American Horror Story y American Horror Stories . Después de realizar un pedido, la mujer de goma, presentada en el primer episodio de American Horror Stories., entregó el pedido a través de una ventana secreta. Se inauguró en Los Ángeles desde el 4 de agosto de 2021 hasta el 14 de agosto de 2021 en Beverly Grove. La panadería abrió en Provincetown, Massachusetts, donde se filmó la primera parte de la décima temporada, en Pat's Happy Park el 1 de septiembre de 2021 hasta el 4 de septiembre de 2021.